# Национальные символы Мьянмы
Национальные символы Мьянмы (также известной как Бирма) — это изображения, символы и другие формы культурного самовыражения, которые рассматриваются как характерные для бирманского народа. Они накапливались веками и в основном принадлежат бирманскому большинству, в то время как другие этнические группы также сохраняют свои собственные символы.
Официальной кодификации или признания де-юре не существует, но большинство этих символов считаются де-факто характерными представителями бирманского народа. Использование большей части этих символов культивировалось во времена династии Конбаун, правившей страной с 1761 по 1885 год.

## Флора
Бирманцы приписывают цветок каждому из двенадцати месяцев традиционного бирманского календаря. Однако три цветка считаются национальными символами.
|  | Питау (Pterocarpus macrocarpus) называют национальным цветком Мьянмы и ассоциируется с периодом Тинджан (бирманский Новый год, обычно приходящийся на середину апреля). Его часто путают с кассией трубчатой (нгушве, ငုရွှေ), которая является национальным цветком Таиланда. |
|  | Орхидея тазин (Bulbophyllum auricomum) — ещё один национальный цветок. Согласно одной бирманской поэме, во время правления династии Конбаун король имел право потребовать первый цветущий бутон тазина в пределах королевства, и нарушение приказа каралось смертью.       |
|  | Инчжин (Shorea siamensis) — третий национальный цветок Мьянмы. |

## Фауна
|  | Зелёный павлин, который по-бирмански называется «даун» или «удун», является одним из национальных животных Мьянмы. Он прочно ассоциируется с монархией Конбаун и антиколониальными националистическими движениями и поэтому обычно рассматривается как символ бирманского государства. Танцующий павлин, ка-даун, использовался как символ бирманского монарха и был отчеканен на монетах высшего достоинства, отчеканенных последней династией Бирмы. После обретения независимости он снова был изображен на бирманских банкнотах с 1948 по 1966 год. «Танцующий павлин» также появлялся на некоторых флагах династии Конбаун, Британской Бирмы, а также Государства Бирма, которое было коллаборационистским государством-последователем Японии во время Второй мировой войны. Альтернативная поза выражающая борьбу — это боевой павлин, чхудаун, как видно на партийном флаге де-юре распущенной Национальной лиги за демократию Аун Сан Су Чжи. Из-за политических связей павлин был отброшен в пользу Чинте военной хунтой, правившей Бирмой после 1988 года. |
|  | Чхинте, леогриф, встречающийся в основном перед пагодами и храмами, был выдвинут предыдущим военным правительством в качестве символа государства. Чхинте использовался как символ государства, главным образом как поддерживающая фигура павлина, после обретения независимости, но он стал более заметным только после 1988 года — когда начал появляться почти на всех номиналах бирманских банкнот и монет (1999). Главным престолом более поздней династии Конбаун был трон Золотого льва. |
|  | Белый слон — еще один государственный символ, связанный со временами монархии. Как и в соседнем Таиланде, белого слона почитают как благословение для всей страны. Значение белого слона для бирманской культуры и культуры Тхеравады можно проследить до той роли, которую белые слоны играют в буддийской космологии и джатаках. Схинбьюшин, имя правителя из династии Конбаун, означает «Повелитель Белого Слона». |

## Еда
Популярная поговорка гласит: «A thee ma, thayet; a thar ma, wet; a ywet ma, lahpet», что переводится как «Лучший из фруктов — манго, лучшее мясо — свинина, а лучшие листья — лэпхэ-тоу».
|  | Мохинга — де-факто национальное блюдо Мьянмы. Это блюдо из рисовой лапши, которое подается с густым рыбным бульоном; его обычно едят на завтрак. Основными ингредиентами бульона являются сом, нутовая мука, лимонник, стебель банана, чеснок, лук, имбирь и нгапи. |
|  | Лэпхэ-тоу — лёгкая закуска из квашенных чайных листьев, пропитанных маслом. Лэпхэ-тоу едят с различными оладьями, в которые добавляют жареный арахис, жареный во фритюре чеснок, сушёные креветки, поджаренный кунжут и хрустящие бобы во фритюре. Лэпхэ-тоу подаётся в традиционном лакированном контейнере с отделениями для каждого ингредиента. Лэпхэ-тоу символизирует мир, враждующие стороны им обменивались и употребляли в пищу в знак примирения. |

## Спорт
|  | Чхинлун — национальный вид спорта Мьянмы. Игра не предполагает соревнования; игроки должны продемонстрировать умелое владение мячом, не давая ему касаться земли и не трогая руками. Крупным центром игры в чхинлун является Мандалай. |

## Музыкальные инструменты
|  | Саунг или бирманская арфа — национальный музыкальный инструмент Мьянмы. Хотя он не очень часто используется в современной музыке, он всё ещё рассматривается как воплощение бирманской культуры. Это единственная сохранившаяся арфа в Азии. |
|  | Хнэ — бирманский гобой. |